# Svjetska organizacija za intelektualno vlasništvo
Svjetska organizacija za intelektualno vlasništvo (kratica WIPO od engl. World Intellectual Property Organization) jedna je od specijaliziranih ustanova Ujedinjenih naroda, osnovana 1967. godine kako bi "...ohrabrio kreativnu aktivnost, te promovirao zaštitu intelektualnog vlasništva širom svijeta".
WIPO danas ima 188 članicа, te se brine o 24 međunarodna ugovora.  Sjedište ove međunarodne organizacije je u Ženevi, Švicarska.

## Vanjske poveznice
- Službene stranice Svjetske organizacije za intelektualno vlasništvo